# Paweł Wypych
Paweł Wypych (20. únor 1968, Otwock, Polsko – 10. duben 2010, Pečersk, Rusko) byl polský politik.

## Životopis
Vystudoval Institut sociální prevence a resocializace na Katedře dějin Univerzity ve Varšavě. Absolvoval také postgraduální studium. V letech 1987 až 1999 byl činný v harcerském hnutí. V letech 1990 až 2003 byl radním jedné z varšavských čtvrtí. V letech 1996 až 1999 byl asistentem na katedře kriminalistiky Institutu právních věd Polské akademie věd, v následujících letech zastával různé vedoucí funkce. Od listopadu 2005 do srpna 2006 byl státním tajemníkem na ministerstvu práce a sociálních věcí. Od února do června 2007 působil jako státní podtajemník u polského premiéra. Od prosince 2007 byl poradcem Lecha Kaczyńského pro oblast práce a sociální politiky a od 30. dubna 2009 byl státním tajemníkem pro sociální záležitosti v Kanceláři prezidenta Polské republiky.
Zemřel při leteckém neštěstí u ruského Smolensku 10. dubna 2010. Posmrtně obdržel Komandérský kříž Řádu Polonia Restituta (Krzyż Komandorski Orderu Odrodzenia Polski).